# Can Mascaró (Riera de Tiana, 84)
Can Mascaró és una masia de Tiana (Maresme) inclosa a l'Inventari del Patrimoni Arquitectònic de Catalunya.

## Descripció
És un edifici civil. Masia completament transformada i molt ampliada respecte les seves proporcions inicials. De planta pràcticament quadrada, està formada per tres pisos i unes golfes. El conjunt està cobert per una teulada de dues vessants sobre la qual destaca una torre de planta rectangular
Cal remarcar la gran quantitat de finestres realitzades amb maó vist col·locat de cantell. Els murs són arrebossats. L'edifici es troba envoltat d'un jardí que confronta amb la Riera.